# アジアの風力発電

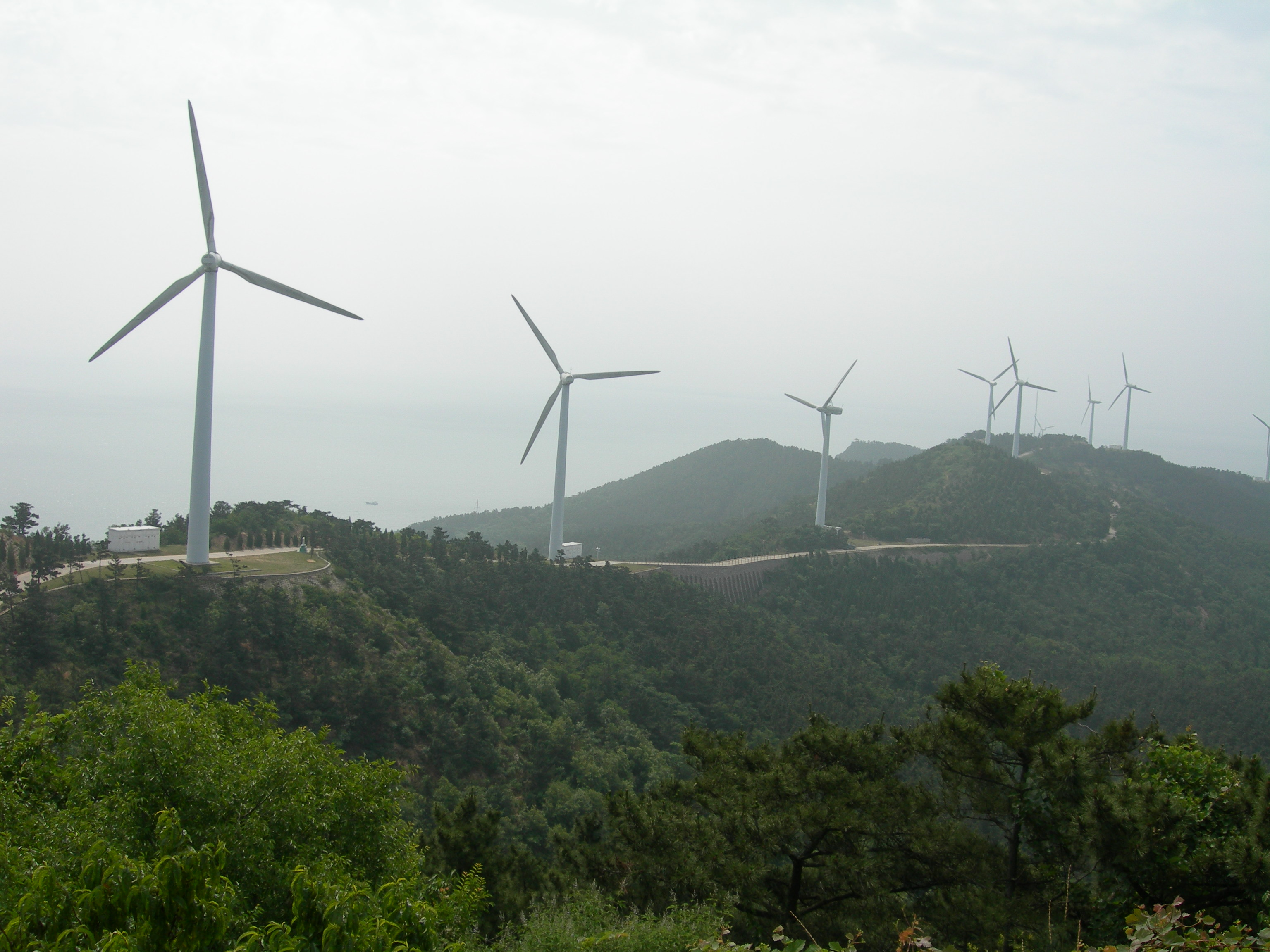
中国・山東省煙台市の長山列島にある風力発電所

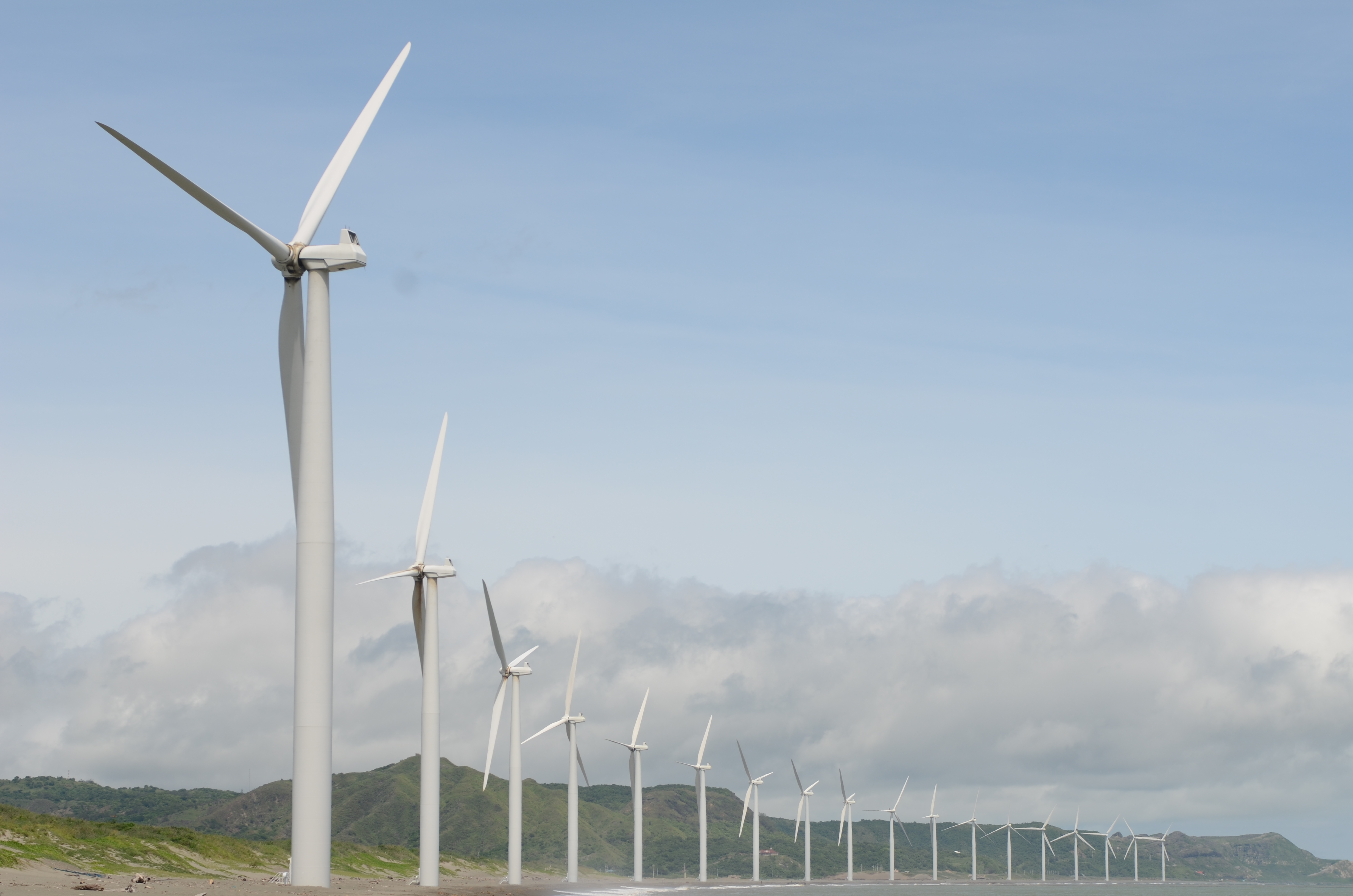
バンギ風力発電所、フィリピン

アジアの風力発電では合計10,600 MWの電気を生み出している。アジアで最も大きな市場は中国で12,210MWを生み出す事が可能な設備を備えている。次に大きな市場はインドで9,587MWの電気を生み出す事ができる。
中国は風力発電による総発電量が2005年度から70％増加だった2006年の1,347 MWから2倍以上に伸びた。2006年の終わりには2,604 MWへと発電量が増え、世界で6番目の市場を持つ国となった。中国市場は2006年1月1日より施行された新しい再生可能エネルギー法により活動が活発化した。中国は2007年と2008年にもその市場規模を急速に拡大し、現在では約9000 MWの電気を風力発電可能となっており、2008年単独で4,000 MWの電気が風力発電により発電された。
その他にアジアで風力発電に力を入れている国としては、日本 (1,394 MW)、台湾 (188 MW)、韓国 (173 MW)、フィリピン (33 MW)などがある。